# Theerapong Silachai
Theerapong Silachai (thaï :ธีรพงศ์ ศิลาชัย), né le 19 novembre 2003, est un haltérophile thaïlandais.

## Biographie
Theerapong Silachai, né le 19 novembre 2003, est champion du monde en 2022 dans la catégorie des moins de 55 kg et il remporte la médaille d'argent dans la catégorie des moins de 61 kg lors des Jeux olympiques d'été de 2024,.